# Claude C. Krijgelmans
Claude C. Krijgelmans (Aalst, 9 januari 1934 – Reston (Virginia), 5 december 2022) was een Vlaams schrijver en schilder. Hij debuteerde in 1959 met het verhaal Moderatus Caligula in Nieuw Vlaams Tijdschrift. Later publiceerde hij onder meer ook bij De Bezige Bij en in Randstad, Yang en nY.
De in 2007 opgerichte uitgeverij het balanseer is genoemd naar een verhaal uit zijn bundel Tandafslag, die de eerste publicatie van deze uitgeverij was.

## Stijl
Krijgelmans' werken vallen onder de experimentele literatuur. Zo bestaat de novelle Messiah uit één zin van meer dan tachtig pagina's. De zinnen in verhalen van Homunculi werden zodanig gecomprimeerd totdat het laatste hoofdstuk uit geen enkel woord meer bestond - alleen een lege bladzijde.
Een voorbeeld van Krijgelmans' ontregelende gebruik van taal en de letteren is het onderstaande citaat uit Tandafslag (2007):
Het balanseer zelf, zonder enig verweet, wordt immer teweeggebracht door enig beweeg aan de ene of andere kant. Soms getuigt het balanseer van gelijkwichtigheid, iets wat zeldzaam voorkomt, soms in het vervroegd of terlaatst, of nu en dan een keer.

## Prijzen
- 1968 − Arkprijs van het Vrije Woord voor Homunculi[7]

## Overige werken
Krijgelmans vertaalde in 1963 De ballade van de droeve herberg van Carson McCullers en in 1968 De 120 dagen van Sodom, of De school der losbandigheid van Markies de Sade naar het Nederlands.
Onder het pseudoniem Jug Me Bash schreef Krijgelmans enkele erotische romans, zoals K-Anaal der liefde en Te koop: honderden beschadigde paren. Onder de naam Karel Elleveest werkte hij aan een erotisch woordenboek met als werktitel Joeplala alfabet of Het (klein)burgerlijk woordenboek der pornografie. Van dit boek werd enkel het eerste deel Joeplala alfabet [van AAAAA… tot DOM– het volledige erotiese woordenboek van de Nederlandse taal] in 1975 gepubliceerd door uitgeverij Juthro.
Onder de naam Elman bouwde hij licht- en schaduwinstallaties met geometrische figuren. Als Claude Elman maakte hij abstracte schilderwerken die geïnspireerd waren door de beeldtaal van stripverhalen.